# Carlos Alberto Jaramillo Muñoz
Carlos Alberto Jaramillo Muñoz (Bogotá, 6 de mayo de 1969) es un geólogo, botánico y científico colombiano, vinculado al Instituto Smithsoniano de Investigaciones Tropicales de Panamá. Es destacado por estudiar la diversidad de la fauna, flora y su relación con el cambio climático especialmente en la evolución de los paisajes tropicales a través de la historia geológica, principalmente en Colombia, Venezuela, Panamá, Perú y Brasil. 
Jaramillo dirigió una expedición en la mina de carbón de Cerrejón, en el departamento de La Guajira, en el norte de Colombia, en la cual se descubrió los fósiles de la serpiente más grande del mundo, la Titanoboa Cerrejonensis. También dirigió la investigación que estableció que el Istmo de Panamá no afloró hace 5 millones de años, sino hace 20 millones de años con la cual se establecieron nuevos paradigmas en la geología y en la paleontología del continente americano.

## Biografía
Nació en Bogotá, Colombia el 6 de mayo de 1961. Obtuvo su título de pregrado como geólogo en la Universidad Nacional de Colombia, sede Bogotá en 1992, después obtuvo una maestría en Ciencias Geológicas en la Universidad de Misuri de Ciencia y Tecnología en 1995 y en 1999 recibió el título de Ph.D. de Geología y Botánica en el Universidad de la Florida  bajo la dirección del profesor David Dilcher. Jaramillo está casado con María Barreto, bióloga y ornitóloga con quien tiene un hijo, Camilo.  
Miembro permanente del Instituto Smithsonian de Investigaciones Tropicales de Panamá desde 2005. Ha sido profesor de planta e invitado en universidades como Eafit, Nacional, UIS, Florida International University, entre otras y ha trabajado con entidades como el Instituto Colombiano del Petróleo 2002 al 2005, Florida Museum of Natural History 2001, Petroleum Research Foundation 1999 a 2000, Corporación Geológica Ares en 1992, Bioestratigrafía Ltda 1992 a 1993, Geotec en 1991, University of Colorado 1991. Es miembro de varias entidades científicas, entre ellas miembro correspondiente de la Academia Colombiana de Ciencias Exactas, Física y Naturales (Accefyn) desde 2011.

## Investigaciones
Entre 2005 y 2008 Jaramillo formó parte de la investigación de científicos que encontraron en la mina de Cerrejón, los restos de una criatura que les dejarías totalmente sorprendidos. En honor a su tamaño y al lugar en que descansaba sus restos fósiles, los investigadores la llamaron la Titanoboa Cerrejonensis, una serpiente que medía 13 metros de largo y más de 1.000 kilogramos, registrando como la boa más grande que ha habitado el planeta. 
En el año 2011 Jaramillo encabezó a un equipo de científicos del Smithsonian que trabajó en la mina de carbón de Cerrejón, en el departamento de La Guajira, al norte de Colombia, desterrando la primera evidencia fósil de un bosque húmedo neotropical de hace 60 millones de años, en el que la temperatura era de 3 a 5 grados centígrados más de las que se registran hoy en día en los bosque tropicales.  

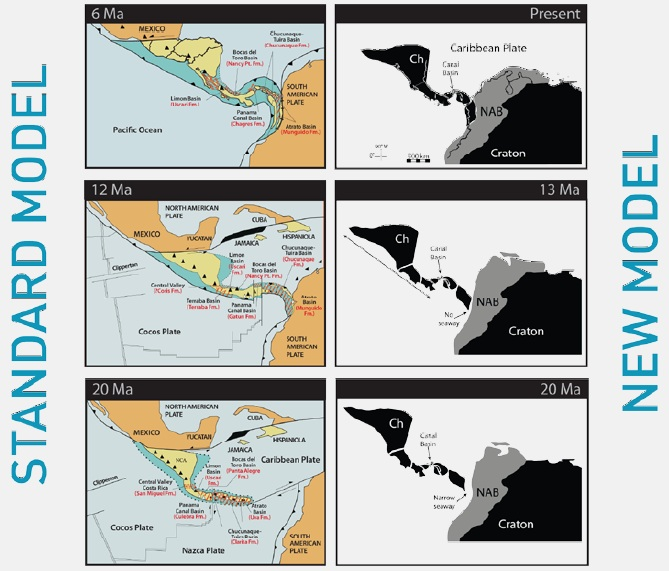
Modelos de la formación del Istmo de Panamá hace 20 millones de años

En el 2016 Jaramillo junto con el profesor Camilo Montes y un equipo de investigadores de los EE. UU., Colombia y Panamá sacaron adelante el Proyecto Canal de Panamá: fósiles y cambio global  usaron una serie de técnicas geológicas y de recolección de fósiles a gran escala para explorar cómo se formó el Istmo de Panamá, con la cual argumenta que el Istmo afloró hace 15 o 20 millones de años mientras que el consenso de la comunidad científica afirman que este evento había ocurrido hace 3.5 millones de años.

## Distinciones
- Personaje del año 2019 periódico El Espectador 2019
- Profesor Honorario de la Universidad del Norte año 2016[6]
- Miembro Correspondiente de la Academia Colombiana de Ciencias Exactas, Físicas y Naturales (Accefyn) año 2011
- Empleado Honorario a perpetuidad, Instituto Colombiano Del Petróleo año 2005.
- Empleado del Año, Instituto Colombiano Del Petróleo año 2004.
- Proyecto del Año, Exploración Gibraltar, Instituto Colombiano Del Petróleo año 2003.

## Publicaciones
- Jaramillo, C., 2016, Evolución del istmo de Panamá: implicaciones biológicas, paleoceanográficas y paleoclimatológicas, en Hoorn, C. y Antonelli, A., eds., Montañas, clima y biodiversidad: Oxford, John Wiley & Sons.
- Jaramillo, C. y Cárdenas, A. 2013. Calentamiento global y selvas tropicales neotropicales: una perspectiva histórica. Revisiones anuales de la Tierra y las Ciencias Planetarias 41: 741-76
- CARLOS ALBERTO JARAMILLO MUNOZ, F MORENO, "Preface: La Guajira, Colombia: a new window into the Cenozoic neotropical biodiversity and the Great American Biotic Interchange".
- Jaramillo, C. 2012. Historia Geológica del Bosque Húmedo Neotropical. Revista de la Academia Colombiana de Ciencias Exactas, Físicas y Naturales 36: 59-80.